# Jaillons
Jaillons (Giaglione en italien, Jalyon en francoprovençal) est une commune de la ville métropolitaine de Turin, dans le Piémont, en Italie.

## Administration
| Période                                  | Période  | Identité     | Étiquette    | Qualité |
| ---------------------------------------- | -------- | ------------ | ------------ | ------- |
| 14 juin 2004                             | En cours | Milena Plano | Lista Civica |         |
| Les données manquantes sont à compléter. |          |              |              |         |

### Hameaux
San Giuseppe (Pouèizat, Tsèina, Breida, Parù), Sant'Andrea (Cloo), Rastella (Ratèla), Creusa (Viacroeza), Sant'Antonio (Vilo), Sant'Anna (Sèint’Ana), San Rocco (Crée), San Lorenzo (Plan, Mouleè), San Giovanni (Grimoun), San Gregorio (Tsamberlan), Santo Stefano (Staqueven), Pradonio (Pradone), Cornale (Cournaa).

### Communes limitrophes
Chaumont, Exilles, Gravière, Monpantier, Suse, Vénaux, Bramans (France).

### Jumelage
- Bramans (France) depuis 2010.

### Évolution démographique
Habitants recensés